# Ferry van Croÿ
Ferry van Croÿ (Ferreolus of Frederik) (ca. 1470 – Sint-Omaars, 27 juni 1524) was heer van Rœulx.

## Biografie
Hij was de zoon van Jan II van Croÿ en de kleinzoon van Anton de Grote Croÿ.
Bij het doopsel van keizer Karel V (1500) had hij de eer de albe te mogen dragen. Het jaar nadien benoemde Filips de Schone hem tot kamerheer en vergezelde hij hem op zijn reis naar Spanje.
Daarna werd hij kamerheer en hofmaarschalk van Maximiliaan van Oostenrijk en stadhouder van Artesië. Ook onder keizer Karel was hij kamerheer.
Samen met Jeroen van Busleyden vervulde hij in 1516 een ambassade bij Hendrik VIII om de alliantie tussen het Huis Habsburg en het Huis Tudor te versterken.
In 1521 is hij aanwezig op de Rijksdag van Worms waar zijn neef, Willem van Chièvres hem aanduidt als executeur-testamentair.
Het jaar daarop was hij te 'dik, vet en zwaarlijvig' geworden om keizer Karel nog te vergezellen op diens reizen. Twee jaar later stierf hij en werd hij begraven in de abdij van Rœulx.

## Huwelijk en kinderen
Ferry trouwde in 1495 met Lamberte de Brimeu. Zij hadden volgende kinderen:
- Ferry van Croÿ, jong overleden
- Adriaan van Croÿ, heer en later graaf van Rœulx, op zijn beurt stadhouder van Artesië
- Eustaas van Croÿ werd bisschop van Atrecht (1523-1538)
- Marie trouwde met Adrien de Boulainvilliers

## Voorouders
| Voorouders van Ferry van Croÿ | Voorouders van Ferry van Croÿ                                         | Voorouders van Ferry van Croÿ                                         | Voorouders van Ferry van Croÿ                                         | Voorouders van Ferry van Croÿ                                         | Voorouders van Ferry van Croÿ                       | Voorouders van Ferry van Croÿ                       | Voorouders van Ferry van Croÿ                       | Voorouders van Ferry van Croÿ                       |
| ----------------------------- | --------------------------------------------------------------------- | --------------------------------------------------------------------- | --------------------------------------------------------------------- | --------------------------------------------------------------------- | --------------------------------------------------- | --------------------------------------------------- | --------------------------------------------------- | --------------------------------------------------- |
| Overgrootouders               | Jan I van Croÿ (1365-1415) ∞ Margaretha van Craon (1368-1420)         | Jan I van Croÿ (1365-1415) ∞ Margaretha van Craon (1368-1420)         | Anton van Vaudémont (1393-1458) ∞ Maria van Aumale (1428-1476)        | Anton van Vaudémont (1393-1458) ∞ Maria van Aumale (1428-1476)        | ? (-) ∞ ? (-)                                       | ? (-) ∞ ? (-)                                       | ? (-) ∞ ? (-)                                       | ? (-) ∞ ? (-)                                       |
| Grootouders                   | Anton van Croÿ (1380-1473) ∞ Margaretha van Lotharingen-Vaudémont (-) | Anton van Croÿ (1380-1473) ∞ Margaretha van Lotharingen-Vaudémont (-) | Anton van Croÿ (1380-1473) ∞ Margaretha van Lotharingen-Vaudémont (-) | Anton van Croÿ (1380-1473) ∞ Margaretha van Lotharingen-Vaudémont (-) | ? (-) ∞ ? (-)                                       | ? (-) ∞ ? (-)                                       | ? (-) ∞ ? (-)                                       | ? (-) ∞ ? (-)                                       |
| Ouders                        | Jan II van Croÿ (1365-1415) ∞ Jeanne de Creques (-)                   | Jan II van Croÿ (1365-1415) ∞ Jeanne de Creques (-)                   | Jan II van Croÿ (1365-1415) ∞ Jeanne de Creques (-)                   | Jan II van Croÿ (1365-1415) ∞ Jeanne de Creques (-)                   | Jan II van Croÿ (1365-1415) ∞ Jeanne de Creques (-) | Jan II van Croÿ (1365-1415) ∞ Jeanne de Creques (-) | Jan II van Croÿ (1365-1415) ∞ Jeanne de Creques (-) | Jan II van Croÿ (1365-1415) ∞ Jeanne de Creques (-) |
| Ferry van Croÿ (1470-1524)    |                                                                       |                                                                       |                                                                       |                                                                       |                                                     |                                                     |                                                     |                                                     |